# Associação Brasileira das Empresas Importadoras de Veículos Automotores
A Associação Brasileira das Empresas Importadoras e Fabricantes de Veículos Automotores, também conhecida pela sigla Abeifa é uma associação que reune os representantes oficiais das marcas automotivas internacionais, sem fábrica no Brasil.
Fundada em março de 1991, tem o objetivo de garantir, aos veículos importados, tratamento igual ao dado às montadoras locais, além de mantê-los como ferramenta de regulagem de mercado.
Cabe também a Abeifa representar seus associados em qualquer Juízo (Instância ou Tribunal) como também fora deles, para defesa dos interesses comuns dos associados.

## Associados
- Audi - Revenda Audi
- BMW - Revenda BMW e Mini
- British Cars - Revenda Bentley
- Chrysler - Revenda Chrysler, Jeep e Dodge
- CN Auto - Revenda Hafei
- Districar - Revenda Changan, Haima e Ssangyong
- Jaguar e Land Rover - Revenda Jaguar e Land Rover
- Kia - Revenda Kia
- Lifan - Revenda Lifan
- Mazda - Revenda Mazda
- SNS - Revenda Aston Martin e JAC
- Stuttgart - Revenda Porsche
- SBV - Revenda Suzuki
- Venko - Revenda Chery e Rely
- Via Itália - Revenda Ferrari, Lamborghini e Maserati
- Volvo - Revenda Volvo

FONTE: